# Thorsager
Thorsager är en ort i Danmark.   Den ligger i Syddjurs kommun och Region Mittjylland,  150 km nordväst om Köpenhamn. Thorsager ligger 22 meter över havet och antalet invånare är 1 330. Närmaste större samhälle är Hornslet, 9 km väster om Thorsager. 